# Petr Lutka
Petr Maria Lutka, občanským jménem Petr Lutka (* 28. června 1952 Hranice), je český folkový písničkář. Začínal žertovnými písněmi a bajkami, od 80. let hraje zejména lidové náboženské písničky a balady.

## Životopis
Dětství prožil v Lipníku na Bečvou. Vystudoval Vysokou školu ekonomickou v Praze, od nástupu studia v roce 1971 žije v Čechách, naposledy v Horoměřicích.
V roce 1981 se stal křesťanem v katolické církvi. V 90. letech vystudoval dálkový katechetický kurz na Katolické teologické fakultě UK.
Petr Lutka pravidelně navštěvuje tradiční latinskou neboli Tridentskou Mši, občas také jako ministrant.

## Písničkář
Již ve svém raném mládí neveřejně hrál v místní bigbeatové skupině. Veřejně vystupoval od roku 1970, poprvé na Českomoravském folkovém festivalu v Uherském Brodě. Od roku 1974 spolupracoval jako jeden z pěti hlavních členů se sdružením Šafrán.
Zpočátku hrál písně Jiřího Zycha, svého někdejšího spolužáka ze základní školy, který dnes je farmakologem. Šlo vesměs o žertovné písně, mnohé s prvky bajky. Výběr z těchto písní s doprovodem kytaristy Emila Pospíšila Budka vydala v roce 2000 společnost Response media.
Koncem 70. let hrál několik písní s českými překlady textů zahraničních zpěváků, mezi které patřili Marek Grechuta (překlad Zorka Růžová), Bulat Okudžava (překlad Ondřej Hrab) nebo Georges Brassens (Petr Špaček).
Kolem roku 1980 se zaměřil na nábožensky a duchovně zaměřené národní písně ze sbírek Sušila, Bartoše, Weise, Erbena. Později začal sám skládat hudbu k písničkám, jejichž texty napsali Květa Kotápišová (asi 200 písniček), Ondřej Fibich a Marie Dolistová. Po roce 1989 tyto písně nahrával v Karmelitánském nakladatelství, pod vlastní značkou KVAS a v Telepace Ostrava.
Na klávesové nástroje ho doprovází jeho žena Markéta. V minulosti ho čtyři roky na elektrickou kytaru doprovázel Emil Pospíšil. Příležitostně s ním hráli Jaroslav Hutka, Vladimír Veit, Dagmar Voňková, Oldřich Janota, Petr Freund na klávesy a kytarový rocker Slávek Šraiter, v sedmdesátých letech vystupovali společně s Pepou Nosem, vrcholem večerů bývalo jejich společné vystoupení s písní My chcem být slavný jak Beatles (původně Perný den – A Hard Day's Night).
Jiří Černý ve své recenzi charakterizoval jeho styl takto: „A jak se smál a křenil, tak i zpíval. S přibližnou intonací, udýchaným tempem, škobrtavým rytmem, ale tak vesele, ach, vesele! Žádnou podobnou metodu proudového zpěvu jsem po Lutkovi už nikdy nepoznal.“ 
Fosil Magazín č. 1 v roce 1987 o něm napsal: „Je to typ veselého moravského samorosta a pokud by bylo možné jeho způsob vystupování k někomu přirovnat, tak snad jen k Charlie Chaplinovi. Grotesknost, spontánnost a komika neustále provázená jakousi dojemnou tesknotou.“ 

## Diskografie
- Točí, se točí / Šátek, singl, Supraphon
- Sport / Zmařený song o fialovém hrníčku, singl, Supraphon
- Šafrán, společná nahrávka
- Drak Železňák, nahrávka 17 písní z Baráčnické rychty z roku 1974, samizdat, zpracováno v Rotterdamu
- Budka, Response media, 2000, nahrávky z roku 1982 a nové přídavky: Trpaslík a svět, Mamut, Pouť, Kleopatra, Vrána a liška, Drak Železňák, Vodník, Rosnička, Tlustokožec slon, Nešlapte pejskům na nohy, Dešťovka, Povídala mamka, Černá kočka, Strejček Sam, Jde Frantík, Láska na niti visí, Malované vozy, Budka, Brýle, Slunečné ráno, Máňa, Brilantní vyřešení zapeklitého problému, Až se pšenka vymlátí, Vlasy, V jedné zemi stalo se, Líza, Chobotnice, Kleopatra II (reggae), Líza II (bigbít), Jablíčko, Na zahrádce před domem
- PM, Karmelitánské nakladatelství, Kostelní Vydří, 1999: Pozdravena buď, Královno; Šel-tě Honza na zkušenou; Usnula, usnula; Alšovi…; Pros za nás, Maria; Ovečko ztracená; Svatá Anežka česká; Už se my, Maria; Jak probudit srdce Evropy; Líza; Davidova chýše; Zpěváčci; Kdo sype déšť růží; Znám já zahrádku; Královna míru
- Neposkvrněná, svátky Matky Boží v písních, Karmelitánské nakladatelství, 1999: K tobě přicházíme domů, Útočiště hříšníků, Milostiplná, Malé stádce, Svatý Jene Nepomucký, Jan Pavel II, Zdrávas, hvězdo mořská, Přijmi nás svou branou, Tota Pulchra, Jméno Marie, Panno věrná, Pod ochranu tvou se utíkáme, Zdrávas Maria, Totus Tuus!, Neposkvrněná, Tudy chodil Pán
- Na karmelské hoře I a II, písně z poutnického kancionálu Salve Regina, Karmelitánské nakladatelství: Na karmelské hoře, Ze všech nejkrásnější lilii já znám, S velkou radostí sem pospíchejte, Maria ochrana, Vzhůru poutníci, vzhůru povstaňte, Zazpívejme krásným hlasem, Matko Boží, my lkáme k tobě, Dovol Matko dobrá z nebe, To tajemství ó Ježíši, Anděle Boží strážce můj, Boží rodičko přemilá
- Tři jablka, Jihočeská poutní místa ve verších Ondřeje Fibicha, Karmelitánské nakladatelství: Tři jablka, Šumavská madona, P. M. ze Strašína, P. M. Podsrpenská, Sv. Jan Křtitel z Radomyšle, Sv. Jakub z Čížové, Betlémy, Sv. Kříž z Písku, Vodňanské klekání + Karlu Krylovi, Lomec u Vodňan, Nad Temelínem Karmel, P. M. z Římova, Křemešník, Tři podoby muže, Libkovice 1994
- Vánoce v Mníšku pod Brdy, nejznámější anglické koledy s českými texty, KVAS: Divné zvěsti, Odplata, Ve stáji na slámě, Bim! Bam!, Svatý Václav – Čechů král, Je půlnoc jasná, Hajej, nynej, Vůl, osel šedý, jesličky, Zazpívejte, ovčáci, Vánoce po dvaceti stoletích, Vánoce, Nejdřív: ´Neboj!´, To v zemi krále Davida, My tři králové z Východu, Národové, pro vás nové, Když hlídali u svého stáda, Tichá noc, Vánoční svíčka
- Všichni jste moje děti, příchody Matky Boží na naši zem, KVAS: Nastokrát buď pozdravena, Ó Maria bez poskvrny hříchu počatá, Ach, neplač Panno La Salettská, Ave Maria, gratia plena, Gospa, majka moja, Na Karmel je cesta dlouhá, Radostný růženec, Bolestný růženec, Slavný růženec, Nejmocnější zbraň, Jdeme odevšad, Paní všech národů
- Dvě Srdce, KVAS: Pražské Jezulátko, Matěji, hvězda tvá, Srdce Mariino, Sarkandře Jane, Modlitba o apoštoly posledních časů, Provodovské zastavení, Ta kytára je můj kříž, Sen o dvou sloupech, Otče Svatý Kopeček, Duha nad Svatou zemí, Večer tichounce se sklání
- Přicházíš, život našeho Pána v písních, TELEPACE Ostrava, 2000: Přicházíš; Hle, panna počne; Ave, Fiat, Magnificat; Copak ty o tom ještě nevíš; Matka Tereza; Všechno, co říká Maria; Stabat Mater dolorosa; Tak Bůh miloval svět / Pašije; Naimský chlapec; Všichni to slyšte; Světlo světa; Čistota vaše zazáří; Plní se čas; Boží Milosrdenství; Putující Panna Maria
- Skryté slunce, Galén, 2012